# Miníades
Segons la mitologia grega, les Miníades (en grec antic Μινυάδες), van ser les tres filles de Mínias, rei d'Orcomen, anomenades Alcàtoe (o Alcítoe), Leucipe i Leucònoe.
Protagonitzen una llegenda destinada a posar de manifest el càstig que reserva Dionís a tots aquells que no participen en el seu culte. Hi ha diferents versions, però totes tenen en comú que les tres germanes, en ocasió d'una festa de Dionís, es van quedar a casa seva filant i brodant, mentre que les dones d'Orcomen (o de Tebes, si els fets passen allà), es passejaven per les muntanyes com a bacants. El càstig varia, segons les tradicions. S'explica, per exemple, que l'heura i la vinya, atributs de Dionís, van créixer al voltant dels tamborets on seien les noies, i del sostre va rajar llet i vi. Per les estances van aparèixer llums misterioses, i se sentien els crits de les feres i sons de flauta i tamborí. Espantades, les Miníades ban embogir i van agafar Hipas, un nen fill d'una de les germanes i el van esquarterar pensant que era un cérvol. Després es van coronar d'heura i van córrer cap a les muntanyes amb la resta de les dones, o bé van ser transformades en ratapinyades.
Una altra versió transmesa per Antoní Liberal ens explica que Dionís va anar a veure-les personalment, en forma de donzella, i les va renyar per la seva indiferència. Les noies es van riure d'ell, i Dionís es va transformar allà mateix en un brau, en una pantera i en un lleó. Va començar a rajar llet i vi dels escambells on eren assegudes. Com en versions anteriors, les Miníades van embogir, van agafar el petit Hipas i el van esquarterar, sacrificant-lo al mateix Dionís. Van abandonar la casa del seu pare i van marxar a les muntanyes, on es van dedicar als rituals dionisíacs i cultivaven heura, arítjol i llorer. Hermes, amb un toc de la seva vareta, les transformà en ocells. Una va convertir-se en ratpenat, l'altra en mussol i la tercera en duc. Totes tres aus s'aparten de la llum del sol.